# Jonas Krogstad
Jonas Hansen Krogstad (Nesodden, 8 luglio 1982) è un calciatore norvegese, attaccante del Lille Tøyen.

## Carriera

### Club
Krogstad iniziò la carriera con la maglia del Nesodden. Passò poi al Vålerenga, per cui debuttò in 1. divisjon il 21 aprile 2001: subentrò a Rune Hagen nel successo per 3-0 sul Haugesund. La squadra raggiunse la promozione alla fine della stagione.
Il 16 giugno 2002 poté allora esordire nella Tippeligaen, sostituendo Kristen Viikmäe e andando anche a segno nel 7-2 inflitto allo Start. Nel 2004, passò allo Skeid in prestito. Giocò il primo match in squadra il 23 maggio, subentrando a Marius Johannessen nel 3-1 inflitto allo Hødd.
Nel 2005, si trasferì a titolo definitivo al Moss. Debuttò con la nuova maglia il 10 aprile, nel pareggio a reti inviolate contro il Løv-Ham. Segnò nel 4-1 inflitto al Mandalskameratene (prima rete per il Moss).
Tornò al Nesodden dal 2009.

### Nazionale
Krogstad giocò 7 partite per la Norvegia under 21, con una rete all'attivo. Esordì nel 2-2 contro la Polonia under 21, gara nella quale andò anche a segno.